# Serakhs
Serakhs est une commune urbaine frontalière du sud-est du Turkménistan, dans la province d'Ahal. La bourgade, qui se trouve dans l'oasis de Serakhs, est le chef-lieu du district du même nom. Elle est construite à 285 mètres d'altitude, le long de la rive droite du Tedjen (ancien Ochus). Celui-ci marque la frontière avec l'Iran, où se trouve la ville jumelle de Sarakhs. Serakhs est la dernière gare côté turkmène de la ligne ferroviaire Tedjen-Machhad. La bourgade de Serkhas se trouve à 118 km au sud-ouest de Tedjen.

## Historique
L'oasis de Serakhs possède une histoire remontant à la plus haute antiquité, au moins deux mille ans av. J.-C. d'après les fouilles archéologiques. La vieille ville de Serakhs, à quelques kilomètres au sud, a été détruite par les Perses en 1832. De plus, les restes d'un temple zoroastrien de l'époque sassanide, avec un  autel bien conservé, ont été découverts en 1997 par une équipe dirigée par des archéologues polonais de l'université de Varsovie sur le site de Mele Kheïram (ou Mélé Haïram), à une quinzaine de kilomètres des limites de la ville. Un mausolée islamique du XIe siècle abritant la tombe d'Aboul Fazel (Serakhs-Baba) se trouve à la limite de la petite ville. Il mesure 15,4 mètres X 15,4 mètres. À 6 km au sud de la bourgade, se trouvent les ruines d'un autre mausolée islamique, datant aussi du XIe siècle.
C'est dans les environs de Serakhs, près du fleuve que le khan de Khiva, Mohammed Amin, trouva la mort en 1855 au cours d'une bataille contre les tribus locales, essentiellement des Tekkés turcomans. La région fait partie de l'Empire russe dans la seconde moitié du XIXe siècle.
Les Russes sont à l'initiative de la construction de la nouvelle bourgade avec l'arrivée du chemin de fer de la Transcaspienne et l'établissement d'un poste-frontière. En 1897, selon le dernier grand recensement à grande échelle de tout l'Empire russe, sur les 1 520 habitants de Serakhs, la plupart étaient des soldats (il y avait une petite garnison) employés ou ouvriers européens de l'Empire (dont la moitié d'origine russe) : 48,8 % de Russes, 19,8 % de Polonais, 8,9 % de Lituaniens, 3 % de Petits-Russiens (Ukrainiens), 2,2 % d'Allemands. Les représentants des populations locales ne représentaient qu'un peu plus de 12 % de la population (marchands et domestiques), au premier rang desquels les Arméniens (5 %), puis à égalité les Perses (3,8 %) et les Turkmènes (3,3 %) et enfin les Juifs (2,6 %). La ville possédait une église orthodoxe (qui n'existe plus) et regroupait 1 748 habitants en 1906.
Du temps de l'URSS, Serakhs était le chef-lieu administratif du raïon du même nom, dépendant de l'oblast d'Achgabat. C'était une petite ville frontière de 6 200 habitants en 1974, majoritairement peuplée de Turkmènes et d'Ouzbeks avec une minorité russe et ukrainienne. Elle se trouve sur la ligne Krasnovodsk-Mary et vit alors grâce à une grande fabrique textile et à plusieurs ateliers coopératifs d'État de tapis. Sa population est de 9 585 habitants en 1989.
Depuis les années 1990 et l'indépendance du pays, Serakhs est essentiellement peuplée de Turkmènes et d'une minorité ouzbèke.